# Dylan Fergus
Dylan Fergus est un acteur américain né le 4 janvier 1980 à San Francisco (Californie).

## Filmographie

### Cinéma
- 2004 : Hellbent de Paul Etheredge : Eddie
- 2005 : Vieni via con me de Carlo Ventura : Vito

### Séries télévisées
Rôles réguliers
- 2002 : La Force du destin d'Agnes Nixon : Tim Dillon
- 2005-2008 : Passions de James E. Reilly : Noah Bennett

Apparitions
- 2002 : Ce que j'aime chez toi de Wil Cahoun et Dan Schneider
- 2003 : JAG de Donald Bellisario : P. O. Promisserio